# Winifred Hyson
Winifred Hyson (* 21. Februar 1925 in Schenectady, New York; † 6. Dezember 2019 in Bethesda, Maryland) war eine US-amerikanische Komponistin und Musikpädagogin.
Hyson studierte Physik an der Harvard University. Sie war Klavierschülerin von Evelyn Swarthout Hayes und Roy Hamlin Johnson und erhielt ein Zertifikat als Lehrerin für Musiktheorie und Komposition und ein Lifetime Master Teacher Certificate für Klavier von der Music Teachers National Association. Neben zahlreichen Klavierwerken komponierte sie vorrangig Vokalmusik, darunter Lieder, Chorwerke und das Musical Ladies First: Songs, Rhymes and Times of the President's Wives.

## Quelle
- Vox Novus - Winifred Hyson